# Fulacunda
Fulacunda é uma cidade da Guiné-Bissau.
População 1.311 (2008 est).